# Michaił Pietrow (1885–1938)
Michaił Aleksandrowicz Pietrow (ros. Михаил Александрович Петров, ur. 17 kwietnia?/29 kwietnia 1885, zm. 1938) – rosyjski i radziecki wojskowy, oficer floty carskiej, współorganizator radzieckiej Marynarki Wojennej, teoretyk i historyk wojny morskiej, autor szeregu dzieł z tej dziedziny, wykładowca oraz komendant leningradzkiej Akademii Marynarki Wojennej. Rozstrzelany w czasie wielkich czystek.

## Życiorys
Michaił Pietrow ukończył w 1905 roku Morski Korpus Kadecki w Sankt-Petersburgu, oraz, po okresie obowiązkowej służby morskiej, studia na Akademii Morskiej. Od 1913 roku był oficerem sztabowym Floty Bałtyckiej, 6 grudnia 1915 roku awansowanym do stopnia kapitana II rangi (odpowiednik komandora porucznika), jako jeden z najmłodszych oficerów w rosyjskiej flocie. Po rewolucjach lutowej i październikowej pozostał w służbie w marynarce Rosji Sowieckiej, w początkach 1918 roku obejmując stanowisko szefa sztabu Floty Bałtyckiej. Był odpowiedzialny za przebieg tzw. lodowego przejścia, które uratowało sowieckie okręty przed dostaniem się w ręce Niemców. Po zakończeniu działań wojennych został członkiem komisji historycznej opracowującej historię działań morskich lat 1914–1918 (Moriskom), której przewodniczył Nikołaj Kłado.
W 1920 roku objął funkcję szefa sztabu Robotniczo-Chłopskiej Floty Czerwonej. Rok później został komendantem Akademii Morskiej i pełnił tę funkcję do 1923 roku. W lutym 1924 roku został usunięty z czynnej służby i zajął się działalnością naukową. Z tego okresu pochodzi większość jego książek i artykułów dotyczących teorii wojny morskiej, jej taktyki i strategii oraz historii marynarki wojennej. W połowie 1927 roku, powołany przez nowego szefa floty, Romualda Muklewicza, powrócił do czynnej służby i pracy sztabowej. Występował przeciwko planom redukcji floty, wspieranym przez marszałka Tuchaczewskiego, wskazując jej ważną rolę w obronie kraju. Ostatecznie, na posiedzeniu sztabu Armii Czerwonej w maju 1928 roku, po wystąpieniach obu oponentów, podjęto decyzję o przyjęciu racji Pietrowa i zachowaniu stanu posiadania marynarki wojennej, a następnie jej rozbudowie.
W 1929 roku mianowany profesorem. 12 października 1930 roku został aresztowany, prawdopodobnie w następstwie fałszywego donosu, i uwięziony. Zwolniony w 1932 roku, nie powrócił już do czynnej służby. W 1935 roku, po przywróceniu stopni wojskowych, został kapitanem I rangi (odpowiednik komandora). Ponownie aresztowany w 1938 roku, w okresie wielkiego terroru, został rozstrzelany w nieznanym miejscu. Zrehabilitowano go w latach 60. XX wieku.

## Niektóre dzieła
- Морская тактика (Morskaja taktika, 1926)
- Два боя (Dwa boja, 1926)
- Трафальгар, Цусима, Ютландский бой (Trafalgar, Cuszima, Jutlandskij boj, 1926)
- Подготовка России к мировой войне на море (Podgotowka Rossii k mirowoj wojnie na morie, 1926)
- Морская оборона берегов в области последних войн России (Morskaja oborona bieriegow w obłasti posliednich wojn Rossii, 1927)